# Gary Neiwand
Gary Malcolm Neiwand (* 4. September 1966 in Melbourne) ist ein ehemaliger australischer Bahnradsportler, zweifacher Weltmeister und mehrmaliger Medaillengewinner bei Olympischen Spielen.

## Karriere
Vom Ende der 1980er Jahre bis zu seinem Karriereende 2002 galt Gary Neiwand aufgrund seiner enormen Antrittgeschwindigkeit als eines der größten Talente Australiens im Bahnsprint und im Keirin. Dreimal gewann er bei den Commonwealth Games die Goldmedaille in seiner Königsdisziplin, dem Sprint.
Seine erste Bronzemedaille konnte Neiwand 1988 in Seoul bei den Olympischen Sommerspielen 1988 im Sprint gewinnen. Im Laufe der Jahre folgten noch zwei Silbermedaillen (1992) und eine weitere Bronzemedaille im Teamsprint. Außerdem war er Weltmeister im Bahnsprint 1993. 1992 siegte er im Grand Prix Kopenhagen.
Nach dem Rücktritt vom aktiven Rennsport unternahm Gary Neiwand einige Comeback-Versuche, die jedoch von Alkohol und Depressionen zunichtegemacht wurden.

## Gefängnishaft aufgrund von Stalking
Im Februar 2006 wurde Neiwand zu vier Monaten Haft verurteilt, da er sich trotz richterlicher Anordnung seiner Exfrau, mit der er zwei Kinder hat, genähert hatte. Am 29. August 2006 wurde er in Sydney wegen Belästigung seiner Exfreundin Amanda Lamont, deren Mutter, Chef und dessen Angestellten, sowie wegen Diebstahls zu 18 Monaten Gefängnis verurteilt. Der Vorsitzende Richter Ian Gray bescheinigte Neiwand offenkundige Depressionsstörungen nach dem Ende seiner sportlichen Karriere, die jedoch dessen Stalking durch Terroranrufe mit zum Teil gestohlenen Mobiltelefonen nicht entschuldigen könnten. Seine Verteidiger führten seine Depressionen auf die Trennung von seiner Exfrau 2005 zurück. Nach neun Monaten Haft wurde er 2007 vorzeitig freigelassen und setzte sich seither in der Wayne Schwass's Sunrise Foundation für eine gemeinverständliche Darstellung der Depressionsthematik ein.

## Karrierehöhepunkte
- 1986: Goldmedaille Sprint, Commonwealth Games, Edinburgh, Schottland
- 1988: Bronzemedaille Sprint, Olympische Spiele, Seoul, Korea
- 1990: Goldmedaille Sprint, Commonwealth Games, Auckland, Neuseeland
- 1991: Bronzemedaille Sprint, Weltmeisterschaften, Stuttgart
- 1992: Silbermedaille Sprint, Olympische Spiele, Barcelona, Spanien
- 1993: Goldmedaille Sprint, Weltmeisterschaften, Hamar, Norwegen
- 1993: Goldmedaille Keirin, Weltmeisterschaften
- 1994: Goldmedaille 1000 m Sprint, Commonwealth Games, Victoria, Kanada
- 1995: 4. Platz Sprint, Weltmeisterschaften, Bogotá, Kolumbien
- 1996: 4. Platz Sprint, Olympische Spiele, Atlanta, USA

Schnellste Qualifikationszeit mit olympischem Rekord
- 1996: Goldmedaille Teamsprint, Silbermedaille Keirin, Weltmeisterschaften, Manchester, England
- 2000: Bronzemedaille, Keirin, Olympische Spiele